# SGA솔루션즈
SGA솔루션즈 주식회사(영어: SGA Solutions)는 대한민국의 정보보안 솔루션 기업으로, 경기도 의왕시 광진말로 54, 의왕 스마트시티 센텀 5층에 본사를 두고 있다.

## 관련 문헌
- “SGA솔루션즈, 정부‧공공 ‘제로 트러스트 도입 시범사업’수주”. 《GTTKOREA》. 2024년 7월 17일에 확인함.
- “SGA솔루션즈, 차세대 보안기술로 제품군 다각화... 시장대응력 강화”. 《보안뉴스》. 2024년 7월 5일에 확인함.
- “SGA솔루션즈, 115억 규모 클라우드 보안 국책 과제 수주”. 《디지털투데이》. 2024년 5월 7일에 확인함.